# Hadrotrichum sorghi
Hadrotrichum sorghi är en svampart som först beskrevs av Giovanni Passerini, och fick sitt nu gällande namn av Ferraris & Massa 1912. Hadrotrichum sorghi ingår i släktet Hadrotrichum, ordningen kolkärnsvampar, klassen Sordariomycetes, divisionen sporsäcksvampar och riket svampar.   Inga underarter finns listade i Catalogue of Life.